# Fargass Assandé
Fargass Assandé est un acteur, metteur en scène et dramaturge ivoirien, né le 11 mars 1962 à Bongouanou.

## Biographie
En 1985, il fonde à Abidjan, avec Acho Weyer et Wassa Casimir, le N'Zassa Théâtre.
Il est assistant des mises en scène de Seins fermes, cheveux gris de Diallo Amadou ; Les Enchaînés de Rémi Médou N’Vomo ; Le Caméléon de Patrice N. Penda ; Les Vautours de Dialama.
Il met en scène de nombreuses pièces notamment au Festival International de Théâtre pour le Développement (Burkina faso) et Festival des Francophonies de Limoges (France). Il présente Quartett d’Heiner Müller en février 2009 à Ouagadougou puis à la Comédie de Caen.
Fargass alterne les mises en scène et les rôles d’acteur dans ses propres spectacles ainsi que dans ceux des autres, notamment d'Eva Doumbia, et Luis Marques et Jean Lambert-wild.
Il conçoit et réalise des spots publicitaires radiophoniques et télévisés pour diverses sociétés et entreprises.
Fargass Assandé a monté en 2016, Monologue d'or et noces d'argent de Sony Labou Tansi, avec les élèves de la séquence 8 de L'Académie de l'Union, et intervient en tant que professeur auprès de la classe préparatoire intégrée dédiée aux Outre-mer.
Dans la série Netflix Lupin, il interprète Babakar, le père d'Omar Sy.

## Théâtre

### Metteur en scène
- L’Afrique a parlé de M’baye N. Kébé, 1989.
- On a giflé la montagne, de Yamba Elie, 1990.
- La Maison morte, de Michelle Rakotoson, 1991.
- La Visite de la vieille dame de Friedrich Durrenmatt, 1992.
- Tam-tam au ciel, de Ouédraogo Y., 1993.
- Les Flammes du pouvoir, de Thiam Abdoul Karim, 1993.
- Massa-Roi, de Tiburce Koffi, 1994.
- La Malédiction, de Ouaga Balé, 1995.
- Âmes cochonnes… Orgies tyranniques, de Fargass Assandé, 1998.
- Tôgô gnini, de Bernard Dadie, 1997.
- La Complainte d’Ewadi de Kouaho Elie Liazéré, 1996.
- Noces noires, de Fargass Assandé
- M’appelle Birahima, de Fargass Assandé, d’après Allah n’est pas obligé d’Ahmadou Kourouma, 2001.
- La Mémoire assiégée, de Fargass Assandé, 2000.
- Piri, les passagers, de Léandre N’Goupande et Saskia Zaslavsky, 2005.
- Arrêt sur image, de Gustave Akakpo, 2007.
- Quartett, d’Heiner Müller
- Petite Fleur, de Fargass Assandé, 2009.
- Exil Exit, de Lambert Emmanuel, 2010.
- Le roi se meurt, d'Eugène Ionesco, 2011.
- La Mémoire assiégée de Fargass Assandé, 2012.
- Izé Gani de Boubou Hama, 2013.
- La Déposition de Hélène Pedneault, 2014.
- Monologue d'or et noces d'argent de Sony Labou Tansi, 2016.
- Mon ami n'aime pas la pluie de Paul Francesconi, 2018
- La Solitude du 3e jour d’Emmanuel Lambert, 2018.
- Là-bas de Fargass Assandé, 2020.

### Comédien
- Vieux Blond de Gianni-Grégory Fornet, mise en scène de l'auteur, 2022.
- Je suis blanc et je vous merde de Soeuf Elbadawi, mise en scène de l'auteur, 2022.
- Le Iench d’Eva Doumbia, mise en scène de l’autrice, 2020.
- Là-bas de Fargass Assandé, mise en scène de l'auteur, 2020.
- Mon ami n'aime pas la pluie de Paul Francesconi, mise en scène Fargass Assandé, 2018.
- Disgrâce, d'après J. M. Coetzee, mise en scène Jean-Pierre Baro, 2016.
- Le Bizarre Incident du Chien Pendant la Nuit, mise en scène Philippe Adrien, 2015.
- La Mémoire assiégée de Fargass Assandé, 2012, mise en scène de l'auteur.
- En attendant Godot, de Samuel Beckett, direction Jean Lambert-Wild (Comédie de Caen - 2014).
- Dans la solitude des champs de coton, de Bernard-Marie Koltès, mise en scène Moïse Touré, 2014.
- Le recours aux forêts, spectacle de Jean Lambert-Wild, Jean-Luc Therminarias, Michel Onfray, Carolyn Carlson, François Royet (Comédie de Caen - 2009).
- Arrêt sur image, de Gustave Akakpo, 2007 (Comédie de Caen).
- Primitifs, about Chester Himes, 2007, mise en scène Eva Doumbia.c
- J’aime ce pays, de Peter Turrini, mise en scène Eva Doumbia, 2005.
- L’Œil du cyclone de Luis Marques, mise en scène Vagba O. De Sales, 2004.
- Rues de Dieudonné Niangouna d’après L’Opéra de quat’sous, 2003.
- Cancer Positif 2 d’après Maison d’arrêt d’Edward Bond, mise en scène Eva Doumbia, 2002.
- La mémoire assiégée de F. Assande, mise en scène Luis Marques, 2000.
- Tôgo gnini de Bernard Dadie, mise en scène Thiam A. Karim, 1997.
- Antigone de Jean Anouilh, mise en scène Alexis Don Zigre, 1996.
- Montserrat d’Emmanuel Robles, mise en scène A. Don Zigre, 1995.
- Ramsès II le Nègre de Thiam A. K., mise en scène de l’auteur, 1993.
- La Maison morte de Michèle Rakotoson, mise en scène Fargass Assandé, 1991.
- Seins Fermes, Cheveux Gris de Amadou Diallo, mise en scène de l’auteur, 1988.
- Les Enchaînés de R. M’Vomo, mise en scène de Amadou Diallo, 1985.
- Le Caméléon de P. N’Dédi P, mise en scène Amadou Diallo, 1984.

### Auteur
- 1983 : Nous sommes candidats
- 1986 : Jalousie sans Frontières
- 1987 : La Victoire des Rouges à Lèvres
- 1996 : Le Prix du Trône
- 1997 : Ames Cochonnes… Orgies Tyranniques
- 1998 : Bin Bali Ya
- 2000 : La Mémoire Assiégée
- 2001 : M’appelle Birahima d’après Allah n’est pas obligé de A. Kourouma

## Filmographie

### Cinéma
- Wariko, de Lanina Karamoko Fadiga
- 2000 : Je m'appelle Fargass de Henri Duparc : Fargass
- 2005 : Caramel de Henri Duparc : Antoine
- 2015 : L'Œil du cyclone de Sékou Traoré : Blackshouam[7]
- 2015 : EVA de Géry Barbot : Le professeur de français
- 2022 : Fraya de Clémentine Delbecq

### Télévision
- 2016 : Mongeville : Ousmane Kadiake[8]
- 2020 : Cacao : Jean Ahitey
- 2021 : Lupin  de George Kay :  Babakar
- 2022 : Eki, la famille c'est secret de Nelly Belval, Nadine Otsobogo, Boris Oué et Alex Ogou : Edouard Nyonda
- 2023 : En place de Jean-Pascal Zadi et François Uzan : Père Gontran

## Distinctions
- Prix du meilleur acteur au FESPACO, festival panafricain du cinéma de Ouagadougou, Burkina Faso (2015)[9].
- Prix du meilleur acteur aux Ecrans Noirs, festival du cinéma africain de Yaoundé, Cameroun[10].
- Deuxième Prix des Arts et de la Culture, Côte d’Ivoire (2016)[10].
- Prix d’Honneur à la nuit ivoirienne du Septième Art et de l’audiovisuel (NISA) d’Abidjan, Côte d’Ivoire (2021)[10].

### Nominations
- Nomination au Trophée francophone du second rôle masculin en 2015 pour L'Œil du cyclone
- Nomination au prix du meilleur acteur au Africa Movie Academy Awards 2016 pour L'Œil du cyclone